# جنتلمان في موسكو (رواية)
جنتلمان في موسكو هي رواية للكاتب الأمريكي أمور تاولز.

## القصة
في 21 يونيو عام 1922 اقتيد الكونت ألكسندر إلييتش روستوف - حامل وسام القديس أندروز. عضو نادي الفروسية. مستشار الصيد الإمبراطوري - عبر بوابة الكرملين إلى الميدان الأحمر. ثم إلى الأبواب الدوارة الأنيقة لفندق المتروبول. بعد أن اعتبرته محكمة استثنائية بلشفية أرستقراطيا لم يظهر ندمه ونوبته. فحكمت عليه بالإقامة الجبرية. لكن بدلا من جناحه المعتاد. عليه أن يعيش في غرفة فوق السطح. بينما تعيش روسيا عقودا من الاضطرابات العنيفة. فهل يمكن لهكذا حياة أن تكون بالغة الثراء؟

## نبذة عن الكاتب
كاتب أمريكي ولد ونشأ في منطقة بوسطن, وحصل على درجة الماجستير في اللغة الإنجليزية من جامعة ستانفورد. بعد أن عمل كمحترف استثماري في مانهاتن لأكثر من عشرين عامًا ، يكرس نفسه الآن بدوام كامل للكتابة,
كانت روايته الأولى «قواعد الكياسة» ، التي نُشرت في عام 2011 ، أكثر الكتب مبيعًا في صحيفة نيويورك تايمز, وصُنفتها صحيفة وول ستريت جورنال كواحد من أفضل الكتب لعام 2011.

## وصلات خارجية
- آراء القراء حول رواية جنتلمان في موسكو  على موقع جود ريدز